# Aega crenulata
Aega crenulata là một loài chân đều trong họ Aegidae. Loài này được Lutken miêu tả khoa học năm 1859.